# Księżniczka Tenko
Księżniczka Tenko (ang. Princess Tenko and the Guardians of the Magic, 1995) – amerykańsko-japoński serial animowany.
W 2001 roku, po przejęciu przez The Walt Disney Company Fox Kids Worldwide, w tym Saban Entertainment, prawa do serialu przeszły na Disneya.

## Opis fabuły
Serial opowiada o księżniczce Tenko, dziewczynie o ogromnej wiedzy magicznej, która posiada kryształy mocy przez ucznia i czarodzieja – Hikity Tenko. Księżniczka Tenko oraz jej przyjaciele walczą z bliźniakami Janą i Jasonem, którzy chcą ukraść kryształy jakie posiada Tenko. W każdym odcinku pojawia się "Princess Tenko Teach-A-Trick", czyli "Sztuczki księżniczki Tenko", która Mariko Itakura jako księżniczka Tenko nauczy dzieci sztuczek oraz magii.

## Bohaterowie
- Księżniczka Tenko – główna bohaterka serialu. Jest dziewczyną o ogromnej wiedzy magicznej posiadającej kryształy mocy. Do walki z Janną i Jasonem używa gwiezdnego ognia i wiele innych klejnotów.
- Alice – najlepsza przyjaciółka Księżniczki Tenko, która pragnie zostać najlepszą strażniczką Tenko. W odcinku "Magiczne rolki" otrzymuje upragniony klejnot morganitu od księżniczki Tenko, czyniąc jej wielką strażniczką Tenko.
- Grom – pierwszy ze strażników magii. Jest świetnym opowiadaczem dowcipu. Do walki z bliźniętami używa gwiezdnego granatu.
- Sokół – drugi ze strażników magii. Jest strażnikiem rodowitego Amerykanina ze stereotypową łącznością do natury. Do walki z bliźniętami używa gwiezdnego turkusu.
- Głaz – trzeci ze strażników magii. Jest z pochodzenia Afroamerykaninem. Do walki z bliźniętami używa gwiezdnego kwarcu.
- Shonti – opiekunka, która dba o ich zwierzęta. Ma małpkę – Koczka.
- Ninjara – śnieżna pantera Księżniczki Tenko.
- Perłowy Rumak – koń Księżniczki Tenko.
- Koczek – małpka Shonti.
- Hikita Tenko – nauczyciel Księżniczki Tenko. Poprzedni przywódca strażników. Został zamknięty w magicznej skrzyni Tenko, gdzie zjawia się jako duch księżniczki Tenko, który daje jej radę.
- Janna – rywalka Księżniczki Tenko. Za wszelką cenę chce zostać wielką strażniczką. Posiada klejnoty kociego oka i bursztynu. Uważa się, że manipuluje Jasonem za pomocą ich bliźniaczej więzi.
- Jason – bliźniaczy brat Janny. Posiada klejnot rubinu. Biorąc pod uwagę odcinek „Kamień przeznaczenia” w przyszłości zostanie mężem Tenko. W kilku odcinkach można zauważyć jego uczucie wobec niej, jednak jego lojalność wobec siostry jest silniejsza.
- Vell – wróg księżniczki Tenko. Pragnie zdobyć moc świata astralnego. Posiada klejnot szmaragdu.

## Gwiezdne klejnoty i umiejętności
- Klejnot Topazu – wzywa Złotego Lwa. (Posiadacz: Księżniczka Tenko)
- Klejnot Różowego Kwarcu – wzywa różowego orła. (Posiadacz: Księżniczka Tenko)
- Klejnot Szafiru – pozwala na oddychanie pod wodą i przywołuje szafirowego delfina. (Posiadacz: Księżniczka Tenko)
- Klejnot Granatu – tworzy magiczny miecz. (Posiadacz: Grom)
- Klejnot Turkusu – tworzy magiczną tarczę. (Posiadacz: Sokół)
- Klejnot Kwarcu – tworzy magiczne pierścienie pozwalające na pojmanie wroga lub tworzenie drabin. (Posiadacz: Głaz)
- Klejnot Morganitu – moc nieznana (być może super szybkość). (Posiadacz: Ali)
- Klejnot Bursztynu – posiada moc strzelania ognistymi kulami. (Posiadacz: Janna)
- Klejnot Rubinu – tworzy tarczę pozwalającą na hipnotyzowanie ludzi. (Posiadacz: Jason)
- Klejnot Minerału – może ożywiać przedmioty. (Posiadacz: Księżniczka Tenko)
- Klejnot Ametystu – przyzywa kilka ożywionych zbroi. (Posiadacz: Księżniczka Tenko)
- Klejnot Diamentu – może powiększać stworzenia. (Posiadacz: Księżniczka Tenko)
- Perłowy Klejnot – ma moc lotu, pozwala Tenko na zmianę swojego rumaka w Pegaza. (Posiadacz: Księżniczka Tenko)
- Klejnot Onyxu – wywołuje sztorm, jest obarczony przekleństwem, gdy nie zostanie przekazany dobrowolnie, efekty jego działania wymykają się spod kontroli. (Posiadacz: Księżniczka Tenko)
- Klejnot Kociego Oka – pozwala zobaczyć dowolne miejsce na świecie i w ograniczony sposób w przyszłość. (Posiadacz: Janna)
- Klejnot Szmaragdu – najbardziej niebezpieczny gwiezdny klejnot, ma moc uwolnienia demonicznej istoty uwięzionej w innym wymiarze. (Posiadacz: nieznany)
- Uwaga: Jason i Janna mogą przekształcić się w dwugłowego smoka poprzez dotykanie gwiezdnych klejnotów.

## Wersja polska
Opracowanie i udźwiękowienie wersji polskiej: na zlecenie Fox Kids – Studio Eurocom

Reżyseria: Dobrosława Bałazy

Dialogi:
- Aleksandra Łyszkiewicz (odc. 1-2),
- Elżbieta Kopocińska (odc. 3-8),
- Zbigniew Borek (odc. 10-13)

Dźwięk i montaż: Jacek Kacperek

Kierownictwo produkcji: Marzena Wiśniewska

Udział wzięli:
- Elżbieta Bednarek – Tenko
- Agnieszka Kunikowska – Jana
- Zbigniew Suszyński – Jason
- Anna Apostolakis – Alice
- Iwona Rulewicz – Shonti
- Jacek Kopczyński – Głaz
- Łukasz Nowicki
- Józef Mika
- Artur Kaczmarski
- Tomasz Marzecki
- Dariusz Odija
- Cezary Kwieciński
- Janusz Bukowski
- Tomasz Bednarek
- Ania Wiśniewska

i inni
Lektor: Łukasz Nowicki

## Odcinki
- Serial liczy 13 odcinków. Jetix Play pomijał od jakiegoś czasu odcinek 9.
- Wcześniej można go było oglądać na kanale Fox Kids, TVN oraz na Polsacie i Jetix Play.

### Spis odcinków
| N/o            | Polski tytuł                  | Angielski tytuł                      |
| -------------- | ----------------------------- | ------------------------------------ |
|                |                               |                                      |
| SERIA PIERWSZA |                               |                                      |
|                |                               |                                      |
| 01             | Niech się stanie magia        | Let The Magic Begin                  |
|                |                               |                                      |
| 02             | Przygoda w mrokach miasta     | Through The City Darkly              |
|                |                               |                                      |
| 03             | Wielki diament                | Diamond In The Rough                 |
|                |                               |                                      |
| 04             | Silne lekarstwo, wielka magia | Strong Medicine, Strong Magic        |
|                |                               |                                      |
| 05             | Kamień przeznaczenia          | The Stone Of Destiny                 |
|                |                               |                                      |
| 06             | Zaufanie i zdarada            | Trust & Betrayal                     |
|                |                               |                                      |
| 07             | Noc Delfina                   | Night Of The Dolphin                 |
|                |                               |                                      |
| 08             | Wielka sensacja               | The Big Story                        |
|                |                               |                                      |
| 09             | Wzburzone wody                | Troubled Waters                      |
|                |                               |                                      |
| 10             | Prawdziwa Tenko               | Will The Real Tenko Please Stand Up? |
|                |                               |                                      |
| 11             | Szmaragd z dżungli            | The Forest Emerald                   |
|                |                               |                                      |
| 12             | Magiczne rolki                | The Magic Skates                     |
|                |                               |                                      |
| 13             | Wielki zamęt                  | Cry Havoc                            |
|                |                               |                                      |

### Cytaty
- Niech się stanie magia!; Magia jest obok was. (Księżniczka Tenko)